# شمعون بار كوخبا
شمعون بار كوخبا ((بالآرامية: שמעון בר כוכבא), "ابن الكوكب") كان يهودي قاد ثورة ضد الإمبراطورية الرومانية (المعروفة باسم ثورة بار كوخبا) سنة 132-136 ب.م. في محاولة لتأسيس دولة يهودية مستقلة في فلسطين. تمكن بار كوخبا في البداية من دحر الرومان وأسس دولة مستقلة استمرت ثلاث سنوات حتى تمكن الرومان من تدمير مملكته وقتله.
وبركوخبا اسم يتكرر في الكتابات الصهيونية باعتباره نموذج البطل اليهودي الذي يدافع عن الهوية اليهودية ويتمرد ضد حكم الأغيار (غير اليهود). ولكن تمرده كان ضرباً من ضروب الانتحار، فلم يكن هناك أي احتمال للانتصار على الرومان، وهو ما يربط بينه وبين أساطير مماثلة.
اعتقد بعض علماء الحاخامات في عصره أنه هو المسيح المنتظر. في عام 135، قُتل بار كوخبا على يد القوات الرومانية في مدينة بيتار المحصنة. ثم قُتل أو استعبد جميع المتمردين اليهود الذين بقوا بعد وفاته في العام التالي، وتبع هزيمتهم حملة قمع قاسية على سكان يهودا من قبل الإمبراطور الروماني هادريان.

## اسمه

### الاسم الموثق
تشير الوثائق التي اكتشفت في القرن العشرين في كهف الرسائل إلى اسمه الأصلي، مع بعض الاختلافات: سمعان بار كوسيفاه (שמעון בר כוסבה أو بن كوسفع (בן כוסבא). ومن المحتمل أن اسمه الأصلي كان بار كوسيبا. قد يشير الاسم إلى أن والده أو مكان نشأته كان يُدعى كوسيفا، يُحتمل أنها قرية كويزبة الآن؛ ولكن قد يكون أيضًا اسم عائلة عام.

### الألقاب
خلال الثورة، اعتبر الحكيم اليهودي الحاخام عكيفا شمعون المسيح اليهودي؛ وقال أنه المقصود بنبوءة النجم من سفر العدد 24: 17: "سيخرج نجم من يعقوب،" ويذكره التلمود اليورشلمي والتلمود البابلي باسم بار كوخبا.

## ثورته

### خلفية
على الرغم من الدمار الذي أحدثه الرومان خلال الحرب اليهودية الرومانية الأولى (66-73 م)، والذي خلف السكان والريف في حالة خراب، فإن سلسلة من القوانين التي أصدرها الأباطرة الرومان وفرت الحافز للتمرد الثاني. بدأت الثورة اليهودية في عهد الحاكم الروماني تينيوس روفوس في السنة السادسة عشرة من حكم هادريان، أو ما يعادل السنة الرابعة من دورة الألعاب الأولمبية رقم 227. أرسل هادريان جيشًا لسحق المقاومة، لكنه واجه خصمًا قويًا، حيث كان بار كوخبا، باعتباره الزعيم المعترف به لإسرائيل، يعاقب أي يهودي يرفض الانضمام إلى صفوفه. وبعد عامين ونصف، وبعد انتهاء الحرب، منع الإمبراطور الروماني هادريان اليهود من دخول إيليا كابيتولينا، المدينة الوثنية التي بناها على أنقاض القدس اليهودية. اسم إيليا مشتق من أحد أسماء الإمبراطور، إيليوس. وفقًا لفيلوستورغيوس، كان ذلك حتى لا يجد سكانها اليهود السابقون "في اسم المدينة ذريعة للمطالبة بها كدولة لهم".

### نشوء الثورة
اعتقد العديد من اليهود أن هذا العصر هو العصر المسيحاني المنتظر. وكان أداء الرومان سيئًا للغاية خلال الثورة الأولية في مواجهة قوة يهودية موحدة، على النقيض من الحرب اليهودية الرومانية الأولى، حيث سجل فلافيوس جوزيفوس ثلاثة جيوش يهودية منفصلة تقاتلت مع بعضها البعض من أجل السيطرة على جبل الهيكل خلال الأسابيع الثلاثة التي تلت اختراق الرومان لأسوار القدس وبدء قتالهم في طريقهم إلى المركز. نظرًا لتفوقهم العددي وتعرضهم لخسائر فادحة، تبنى الرومان سياسة الأرض المحروقة التي أدت إلى تقليص عدد اليهود وإحباطهم، وبدأوا يطحنون ببطء إرادة اليهود في مواصلة الحرب.
يتضمن التلمود عدة ادعاءات تعتبر غير تاريخية في نظر العلماء المعاصرين. ومن بين هذه الادعاءات أن مدة الحصار كانت ثلاث سنوات ونصف، على الرغم من أن الحرب نفسها استمرت، بحسب المؤلف نفسه، سنتين ونصف. جزء آخر من الرواية التلمودية هو أن الرومان قتلوا جميع المدافعين باستثناء شاب يهودي واحد، شمعون بن جمالائيل الثاني ، الذي نجا من الموت. وفقًا لكاسيوس ديو، قُتل 580 ألف يهودي في العمليات الحربية الشاملة في جميع أنحاء البلاد، وسُويت حوالي 50 مدينة محصنة و985 قرية بالأرض.

### النتيجة والعواقب
كان النصر الروماني باهظ الثمن لدرجة أن الإمبراطور هادريان، عندما قدم تقريره إلى مجلس الشيوخ الروماني، لم ير من المناسب أن يبدأ بالتحية المعتادة. في أعقاب الحرب، قام هادريان بتوحيد الوحدات السياسية القديمة في يهودا والجليل والسامرة في مقاطعة سوريا فلسطين الجديدة، والتي فُسرت عادةً على أنها محاولة لإكمال الانفصال عن يهودا.

## نظرات تاريخية

### في التلمود
يُصوَّر شمهون بار كوخبا في الأدب الحاخامي على أنه كان غير عقلاني إلى حد ما وسريع الغضب في سلوكه. يقول التلمود: أنه ترأس جيشًا من المتمردين اليهود يبلغ عددهم نحو 200 ألف، لكنه أجبر المجندين الشباب على إثبات شجاعتهم من خلال قطع كل رجل من أصابعه. فشكا إليه حكماء إسرائيل لماذا شوه بني إسرائيل بهذه العيوب. كلما خرج إلى المعركة، نُقل عنه أنه قال: "يا سيد الكون، لا حاجة لك بمساعدتنا [ضد أعدائنا]، ولكن لا تُحرجنا أيضًا!". ويقال أيضًا عنه أنه قتل عمه، الحاخام إليعازر الموديعيمي، بعد أن اشتبه في تعاونه مع العدو، وبالتالي فقد الحماية الإلهية، مما أدى إلى تدمير بيتار التي هلك فيها بار كوخبا نفسه أيضًا.
ويعتقد أن هادريان أشرف شخصيًا على العمليات العسكرية الختامية في الحصار ضد بيتار. وعندما استولى الجيش الروماني على المدينة، حمل الجنود رأس بار كوخبا المقطوع إلى هادريان، وعندما سأل هادريان من هو الذي قتله، أجابه أحد السامريين بأنه هو الذي قتله. عندما طلب هادريان إحضار الرأس المقطوع للضحية المقتولة بالقرب منه حتى يتمكن من رؤيته، لاحظ هادريان أن ثعبانًا كان ملفوفًا حول الرأس. فأجاب هادريان: "لو لم يكن الله هو الذي قتله، فمن كان يستطيع أن يقتله؟!".

### يوسابيوس
وفقًا لكتاب كرونيكون ليوسابيوس، فقد عاقب المسيحيين بشدة بالموت باستخدام وسائل تعذيب مختلفة لرفضهم القتال ضد الرومان. 

### تحقيقات إسرئيلية حديثة
في أواخر القرن العشرين والقرن الحادي والعشرين، ظهرت معلومات جديدة عن الثورة من خلال اكتشاف عدة مجموعات من الرسائل، بعضها ربما كتبها بار كوخبا نفسه، في كهف الرسائل المطل على البحر الميت. يمكن رؤية هذه الرسائل الآن في متحف إسرائيل. في مارس 2024، عُثر على عملة معدنية تحمل نقش "إليعازار الكاهن" إلى جانب "السنة الأولى لفداء إسرائيل" في الأسفل. وبحسب عالم الآثار الإسرائيلي ييغال يادين، فقد حاول بار كوخبا إحياء اللغة العبرية وجعلها اللغة الرسمية لليهود كجزء من أيديولوجيته المسيحانية.